# テトラクロロエテン還元的デハロゲナーゼ
テトラクロロエテン還元的デハロゲナーゼ(tetrachloroethene reductive dehalogenase)は、クロロアルカン、クロロアルケン分解酵素の一つで、次の化学反応を触媒する酸化還元酵素である。
トリクロロエチレン + 塩化物 + 受容体 {\displaystyle \rightleftharpoons } テトラクロロエチレン + 還元型受容体
この酵素の基質はトリクロロエチレン、塩化物と受容体で、生成物はテトラクロロエチレンと還元型受容体である。
この酵素は酸化還元酵素に属する。組織名はacceptor:trichloroethene oxidoreductase (chlorinating)で、別名にtetrachloroethene reductaseがある。